# Iván Paredes
Iván Paredes (Puerto Montt, 4 de junio de 1958) es un administrador de empresas y político chileno, anteriormente fue militante del Partido Socialista (PS). Se desempeñó como concejal de Arica, entre 1992 y 1994; y alcalde de la misma comuna entre 1994 y 2000. Luego ejerció como diputado de la República en representación del distrito N° 1 de la región de Tarapacá durante dos periodos consecutivos, desde 2002 hasta 2010.

## Familia y estudios
Nació el 4 de junio de 1958 en Puerto Montt, emigrando posteriormente a Arica. Está casado con Emelina Romero Rivas, con quien tiene 3 hijos. Su hermano Mauricio fue concejal de Arica entre 2004 y 2008.
Cursó sus estudios secundarios en el Liceo A-5 de Arica. Posteriormente, realizó estudios en administración de empresas.

## Trayectoria política
Comenzó su trayectoria política durante la dictadura militar del general Augusto Pinochet, cuando se incorporó a la Juventud Socialista (JS), siendo su presidente en Arica durante 1986 y 1989.

### Concejal y alcalde de Arica
En las elecciones municipales de 1992, se presentó como candidato por el PS por Arica, siendo elegido concejal.
Pero ese mismo 1992, murió quien había asumido como alcalde, el radical Santiago Arata Gandolfo. Ante lo cual se tuvo que elegir a quién sucedería a Arata en el cargo edilicio, se realizó una votación entre los concejales, resultando empatados en votos, Hernán Lagos (PDC) e Iván Paredes (PS), con lo que se tuvo que dividir el periodo restante en dos, asumiendo Paredes como alcalde en 1994.
En las municipales de 1996 fue electo como tal con el 43,94 % de los votos derrotando al radical Luis Gutiérrez y a Jaime Arancibia de la Unión Demócrata Independiente (UDI).
Buscó la reelección en las elecciones municipales de 2000, pero solo obtuvo una votación de un 29,76 % frente a un 44,18 % obtenido por el exdiputado Carlos Valcarce de RN, entregando el cargo el 6 de diciembre de ese mismo año.[cita requerida] Luego de su salida como alcalde, buscó la nominación para ser candidato a diputado por Arica, pero su partido no lo apoyó, ante lo cual decidió renunciar al PS.[cita requerida]

### Diputado
Se presentó como candidato independiente en las elecciones parlamentarias de 2001, obteniendo la primera mayoría con un 37,68% de los votos, retornando al Partido Socialista después de las votaciones,fue elegido para el periodo 2002-2006 donde integró las comisiones permanentes de Defensa Nacional; Educación, Cultura, Deportes y Recreación; y de Recursos Naturales. Además formó parte de la Comisión Especial sobre Zonas Extremas del país; y presidió la Comisión Investigadora sobre contaminación por plomo en la ciudad de Arica.
Se presentó a la reelección como diputado por la misma zona, en las elecciones parlamentarias de 2005, por el periodo legislativo 2006-2010, obteniendo un 25,52 %, equivalente a 18 691 votos.Integró las comisiones de DD.HH., Nacionalidad y Ciudadanía, Educación, Cultura, Deportes y Recreación y Zonas Extremas del país.También, participó en el grupo interparlamentario chileno-salvadoreño.
Se presentó nuevamente a la reelección, en las elecciones parlamentarias de 2009, pero perdió el escaño frente al independiente Orlando Vargas, al obtener un 16,11%, equivalente a 11 723 votos.

### Actividades porteriores
En junio de 2014, fue designado por la presidenta Michelle Bachelet, como coordinador regional de Seguridad Pública, de la región de Arica y Parinacota.
En las elecciones parlamentarias de 2017, intentó nuevamente obtener un cupo en la Cámara de Diputados, por el nuevo Distrito N.° 1 de Arica y Parinacota, en calidad de independiente, en la lista de «La Fuerza de la Mayoría», sin resultar electo para el periodo 2018-2022. Posteriormente, en las elecciones municipales de 2021, compitió por el cargo de alcalde de la comuna de Arica, sin ser elegido.

## Controversias
En 2006, se ve envuelto en una polémica con el presidente de la Corporación de Desarrollo de Arica y Parinacota, Raúl Castro Letelier (CORDAP), tras declarar a través de una emisora que este se lucraba y no había fiscalización alguna. Si bien la Corte de Apelaciones de Arica rechazó la querella de Castro, la Corte Suprema decidió acogerla y desaforar a Paredes.
Después de la elección de 2009, es demandado por el delito de injurias y calumnias por su excompañero de lista, Orlando Vargas, diputado electo, tras criticarlo por su implicancia en un caso de tráfico de drogas en 1994. Fue desaforado nuevamente por la Corte de Apelaciones de Arica, siendo esta decisión ratificada por la Corte Suprema, siendo citado a juicio.

## Historial electoral

### Elecciones municipales de 1992
- Elecciones municipales de 1992, para la alcaldía de Arica.

### Elecciones municipales de 1996
- Elecciones municipales de 1996, para la alcaldía de Arica.

- Se consideran las cinco mayorías significativas.

### Elecciones municipales del 2000
- Elecciones municipales del 2000, para la alcaldía de Arica.

- Se consideran las tres mayorías significativas.

### Elecciones parlamentarias de 2001
- Elecciones parlamentarias de 2001, candidato a diputado por el distrito 1 (Arica, Camarones, Putre y General Lagos)[6]

### Elecciones parlamentarias de 2005
- Elecciones parlamentarias de 2005, candidato a diputado por el distrito 1, Arica, Camarones, Putre y General Lagos[7]

### Elecciones parlamentarias de 2009
- Elecciones parlamentarias de 2009, candidato a diputado por el distrito 1, Arica, Camarones, Putre y General Lagos[8]

### Elecciones parlamentarias de 2017
- Elecciones parlamentarias de 2017, candidato a diputado por el distrito 1 (Arica, Camarones, General Lagos y Putre)[9]

### Elecciones municipales de 2021
- Elecciones municipales de 2021, para la alcaldía de Arica.[10]

### Elecciones de consejeros regionales de 2021
- Elecciones de consejeros regionales de 2021, a consejero regional por la región de Arica y Parinacota.